# GSC8895-1288
GSC8895-1288 — хімічно пекулярна зоря спектрального класу F0, що має видиму зоряну величину в смузі V приблизно 10,4.